# Себастиан Перея
Себастиан Посас Перея (на испански: Sebastián Pozas Perea) е испански генерал, известен с участието си в Гражданската война в Испания.

## Биография
Обучаван в кавалерията, Перея приема служба в Испанско Мароко, сражавайки се в Рифските войни и достигайки чин генерал през 1926 г. по заповед на правителството на Мигел Примо де Ривера. През 1930-те години служи на републиката като генерален директор на Гражданската гвардия.

### Испанска гражданска война
Когато националистите започват бунт срещу правителството на 18 юли 1936 г., Перея остава верен и събира голям брой полицейски и паравоенни части в подкрепа на Републиката. В първите дни на войната той реорганизира лоялните гвардейци в Guardia Nacional Republicana.
Перея служи за кратко като министър на вътрешните работи, преди да бъде поставен начело на Армията на центъра през октомври 1936 г. Почти победена по протежението на Харама през февруари 1937 г., Армията на центъра отблъсква националистическите сили, които се затварят около Мадрид след кървава кампания, кулминираща в битката при Гуадалахара. През май Перея, който е назначен за командир на армията на Изтока, ръководи скъпоструваща атака към Уеска, която струва на Републиката 10 000 жертви. Ръководи армията при Белчите и Теруел. Говори се, че по време на войната също се е присъединил към социалистическата партия на Катаония, въпреки че просъветски източници отхвърлят това твърдение.

### Изгнание
През 1939 г., когато Републиката е победена Перея заминава в изгнание в Мексико, където умира през 1946 г.